# Сайонара (фильм)
«Сайонара» (англ. Sayonara) — цветной (техниколор) американский фильм режиссёра Джошуа Логана по одноимённому роману Джеймса Миченера. Премьера состоялась 5 декабря 1957 года. Фильм повествует об американском лётчике-истребителе, участнике Корейской войны, жизнь которого меняется с приездом в Японию. Обладатель четырёх премий «Оскар» и других наград.

## Сюжет
Майора Ллойда Грувера (Марлон Брандо), героя авиации, переводят из Кореи в Японию. Он противник межрасовых браков, в том числе брака своего сослуживца Джо Келли (Рэд Баттонс), решившего жениться на японке. Тем не менее, по просьбе Джо майор становится свидетелем на их свадьбе. У Ллойда не складываются отношения с Эйлин Уэбстер (Патрисия Оуэнс), дочерью генерала; у них случается размолвка. Вскоре незаметно для самого себя он влюбляется в актрису театра Мацубаяси по имени Хана-оги (Миико Така). Отношения и тем более браки между американцами и японцами не одобряются ни руководством американских войск, ни японским обществом, но это не останавливает многих американских военных и в том числе главных героев. В конце фильма Ллойд Грувер на вопрос журналистов газеты Stars and Stripes: «Командование будет в ярости, да и японцы тоже; вам есть что сказать?» — отвечает: «Да, скажите им „сайонара“ (прощайте)».

## В ролях
- Марлон Брандо — майор Ллойд «Ас» Грувер
- Патрисия Оуэнс — Эйлин Уэбстер
- Рэд Баттонс — Джо Келли
- Миико Така — Хана-оги
- Марта Скотт — миссис Уэбстер
- Миёси Умэки — Кацуми Келли
- Джеймс Гарнер — капитан Майк Бэйли
- Кент Смит — генерал Марк Уэбстер
- Дуглас Уотсон — полковник Кроуфорд
- Рэйко Куба — Фумико
- Су Ён — Тэруко
- Рикардо Монтальбан — Накамура

## Критика
Фильм получил положительные отзывы критиков, особенно за сценарий и операторскую работу, а также талантливую игру актёров. Выиграл 4 премии «Оскар» в 1957 году. Рецензия-опрос веб-сайта Rotten Tomatoes показала, что 100 % респондентов дали положительный отзыв о фильме, в среднем оценив его на 7.2 из 10 баллов.

## Награды и номинации
- 1958 — 4 премии «Оскар»[1][2]: за лучшую мужскую роль второго плана (Рэд Баттонс), за лучшую женскую роль второго плана (Миёси Умэки), за лучшую работу художника-постановщика (Тед Хоуорт, Роберт Пристли), за лучший звук (Джордж Гров). Кроме того, лента была номинирована в 6 категориях: за лучший фильм (Уильям Гётц), лучшую режиссуру (Джошуа Логан), лучшую мужскую роль (Марлон Брандо), лучший адаптированный сценарий (Пол Осборн), лучшую операторскую работу (Эллсуорт Фредерикс), лучший монтаж (Артур П. Шмидт и Филип В. Андерсон).
- 1958 — премия «Золотой глобус» за лучшую мужскую роль второго плана (Рэд Баттонс), а также 4 номинации: лучший фильм — драма, лучший режиссёр (Джошуа Логан), лучшая мужская роль — драма (Марлон Брандо), лучшая женская роль второго плана (Миёси Умэки).
- 1958 — премия «Давид ди Донателло» лучшему зарубежному актеру (Марлон Брандо).
- 1958 — номинация на премию Гильдии режиссёров США за лучшую режиссуру художественного фильма (Джошуа Логан).
- 1958 — номинация на премию Гильдии сценаристов США за лучшую американскую драму (Пол Осборн).
- 1959 — номинация на премию BAFTA самому многообещающему дебютанту (Рэд Баттонс).